# Maria José Angélique
Maria José, renomeada Angélique, em francês, Marie-Josèphe Angélique, (Madeira, c. 1705 - Montreal, 21 de junho de 1734) foi uma mulher negra portuguesa, que viveu escravizada na Nova França, mais tarde província do Quebec, no Canadá. Foi julgada e condenada por atear fogo à residência da sua proprietária, causando um incêndio que acabaria por queimar boa parte da atual Velha Montreal, enforcada até a morte e depois queimada. A sua inocência ou culpabilidade, e os motivos que a teriam levado a atear o fogo, são causa de aceso debate entre os historiadores.
O caso de Maria José tem sido descrito como a primeira resistência histórica documentada de uma mulher negra contra a crueldade do esclavagismo no Canadá.

## Biografia
Maria José nasceu cerca de 1705, na Madeira, ilha do arquipélago homónimo pertencente a Portugal, no Oceano Atlântico. Antes de 1725 foi vendida a "Niclus Bleck", flamengo - com toda a probabilidade Nicolas Bleeker, mercador de Fort Orange, em Albany, estado de Nova Iorque, importante ator no lucrativo tráfico negreiro da época - que a trouxe para a Nova Inglaterra. Aí terá vivido alguns anos, sendo vendida em 1725 a François Poulin de Francheville, importante negociante francês de Montreal, passando a pertencer à sua mulher, Thérèse de Couagne, após a sua morte em 1733. Deverá ter sido Couagne quem renomeou Maria José como "Angélique", em lembrança da sua falecida filha. Não obstante, quando perguntado o seu nome ao longo do processo, responde sempre que se chama Marie-Joseph.

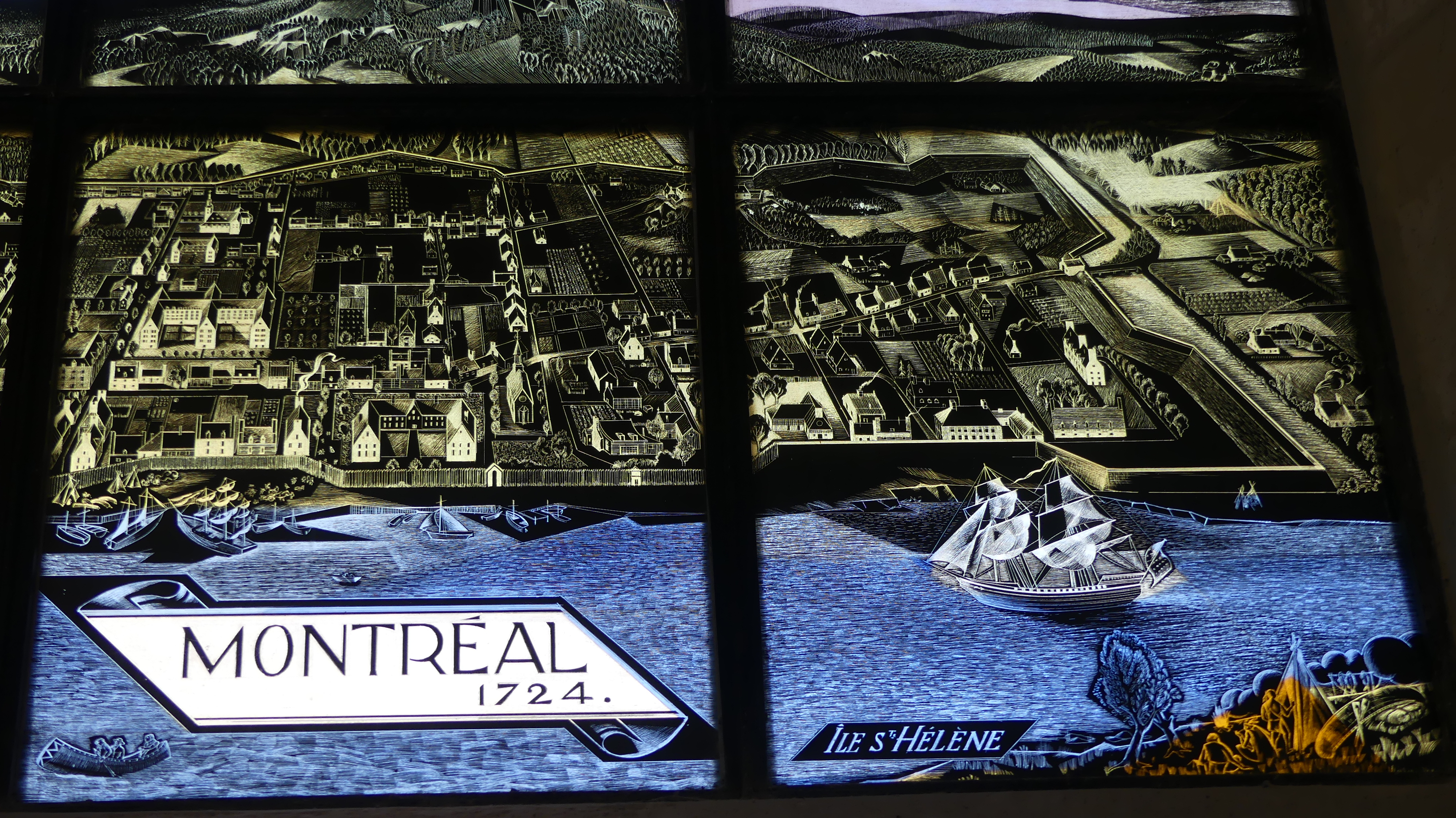
Vista de Montreal em 1724. Vitral da igreja de Saint-Pierre-et-Saint-Paul, em Hiers-Brouage, França.

A escravatura na Nova Inglaterra e na Nova França funcionava sobretudo para o serviço doméstico,  uma vez que, ao contrário da parte sul dos futuros Estados Unidos, a economia não se baseava no trabalho escravo em grande escala nas plantações. Maria José passou, assim, a trabalhar em casa dos Francheville, em Montreal, trabalhando ocasionalmente na pequena fazenda da família na ilha de Montreal, usada sobretudo para produzir suprimentos para as expedições comerciais de Francheville.[carece de fontes?]
A 28 de junho de 1730 foi batizada, tendo como padrinho o mercador Alexis Lemoine, dito "Monière", cunhado da sua dona, Thérèse de Couagne. Em janeiro de 1731 teve um filho com Jacques César, escravo negro de Madagáscar, pertencente a Ignace Gamelin, amigo de Francheville, e em maio de 1732 dois gémeos, com o mesmo pai. O menino viveu apenas um mês, tendo os gémeos morrido ao fim de cinco meses.
A vida de Maria José na Nova França parece ter sido especialmente infeliz, tendo esta assumido a declaração de que "havia pouco valor nos franceses", embora negasse ter dito que os queimaria, se os achasse, assim que voltasse à sua terra.

### Primeira fuga
Ao longo do ano de 1733, Maria José envolveu-se num relacionamento com Claude Thibault, servo contratado, branco, ao serviço dos Francheville. Após a morte de Francheville em novembro de 1733, a viúva ficou ocupada com muitas transações, mantendo a operação dos seus negócios e a liquidação da propriedade. No início de 1734, ocupada com os negócios imobiliários em Trois-Rivières, e com receio da "malícia" de Maria José, de Couagne pediu ao cunhado, Alexis Monière, que ficasse com a escrava e Thibault até o seu retorno.
A 22 de fevereiro, enquanto Thérèse de Couagne se encontrava fora, Maria José e Thibault encetaram a fuga para a Nova Inglaterra, através do rio São Lourenço congelado. Pararam apenas para recuperar o pão que Thibault havia escondido num celeiro em Longueuil, na preparação para a fuga.  Um pequeno incêndio em casa de Monière, iniciado nos cobertores de ambos, precedeu a deserção, fato que seria mais tarde recordado durante a acusação de Maria José, como eventual precedente para o uso do fogo como manobra de distração para uma eventual fuga.
A dificuldade da viagem no inverno obrigou os dois a se refugiarem na floresta, em Châteauguay, perto da estrada de Chambly, até que o tempo melhorasse, aí permanecendo acampados durante uma semana. O objetivo do casal era passar da Nova Inglaterra à Madeira, em Portugal, que Maria José chama no processo "a sua terra".
Foram capturados ao fim de duas semanas de fuga, e devolvidos a Montreal por três capitães da milícia, atuando na qualidade de polícia local. Thibault foi preso a 5 de março, sendo solto a 8 de abril, dois dias antes do incêndio. Maria José visitou-o várias vezes enquanto esteve na prisão, levando-lhe comida.
Maria José foi simplesmente devolvida a Thérèse de Couagne, que não a disciplinou de forma alguma pela tentativa de fuga, possivelmente porque já teria intenção de a vender. Conforme mencionado durante o julgamento, de Couagne viu-se incapaz de controlar Maria José, vivendo em permanente medo dela, tendo por isso intenção de aceitar a oferta de um dos sócios comerciais do seu falecido marido, François-Étienne Cugnet, de comprá-la por 600 libras de pólvora. A oferta dependia de Thérèse de Couagne cobrir as despesas de envio de Maria José para a cidade de Quebec, onde morava Cugnet. Segundo o seu próprio depoimento, Maria José vivia no medo de ser vendida, acabando como escrava nas plantações das ilhas - as Índias Ocidentais, sendo essa a motivação para a tentativa de fuga anterior.
A tensão era grande entre Maria José e a sua proprietária. Thérèse de Couagne dispensou uma criada livre, Louise Poirier, devido a disputas e desentendimentos entre Maria José e a criada. Maria José prometeu a de Couagne que faria todo o trabalho melhor que Poirier, possivelmente esperando que um bom desempenho da sua parte faria com que Thérèse de Couagne desistisse da intenção de vendê-la. A viúva cedeu, mas prometeu a Poirier que voltaria a contactá-la depois que Maria José fosse enviada para a cidade de Quebec.
Após ser libertado, Thibault visitou a viúva Francheville pedindo os salários em atraso antes da deserção. O pagamento foi feito, tendo Thérèse de Couagne - segundo ela mesma, imprudentemente -  dito a Thibault que havia vendido Maria José, que não queria ficar com ela, e que ele nunca mais colocasse os pés em sua casa. Thibault ignorou a ordem de ficar longe, visitando Maria José várias vezes quando de Couagne não estava em casa. Uma vez que era início de abril, ambos sabiam que o São Lourenço depressa seria transitável para navios, permitindo a passagem para a cidade de Quebec, e que o tempo de Maria José em Montreal estava a esgotar-se.

### Incêndio de 10 de abril de 1734

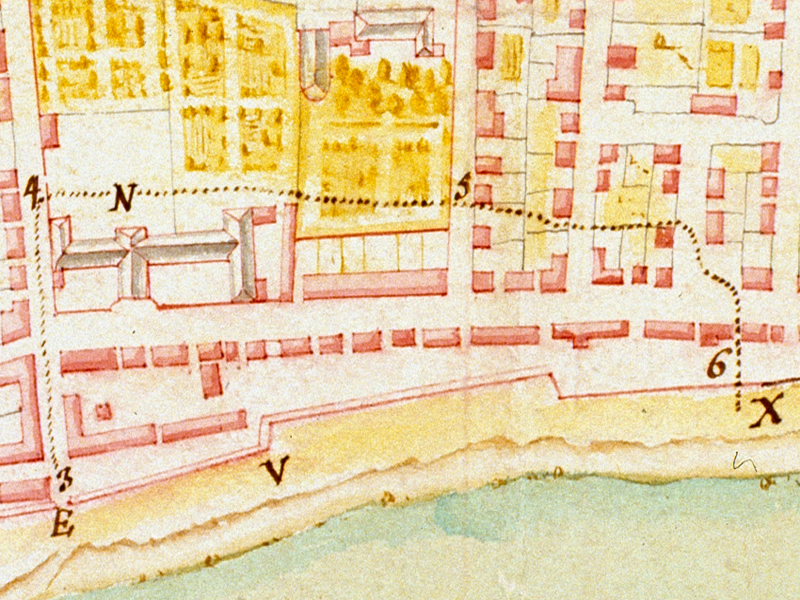
Detalhe dum mapa de Montreal de 1734, mostrando os edifícios destruídos pelo fogo no incêndio de 10 de abril desse ano

Às sete horas da noite de 10 de abril de 1734, um sábado, os habitantes de Montreal saiam da oração da noite quando a sentinela soou o alarme: "Fogo!". Um incêndio havia começado no lado sul da rua Saint-Paul, estando a alastrar a leste da rua Saint-Joseph (rua Saint-Sulpice). Segundo o relato do coronel Radisson, vizinho paredes-meias dos Francheville, o alarme foi dado pela própria Maria José, a pedido de  Thérèse de Couagne. Radisson acompanhou-a, com dois baldes de água, ao local da ignição, um pequeno sótão no telhado da casa, junto à casa dos pombos. Vendo que não havia escada de acesso, e que o fogo alastrava por todo o lado, retirou-se para salvar os seus haveres. Durante o incêndio, o próprio Thibault apareceu, ajudando a salvar os pertences dos Francheville através do apotecário do Hôtel-Dieu, e para os jardins do hospital.
O fogo foi tão intenso que a polícia não conseguiu chegar perto. Muitas pessoas tentaram se abrigar no Hôtel-Dieu, mas devido a um vento forte que soprava de oeste, o fogo alastrou e destruiu o hospital em menos de três horas. Quarenta e cinco casas foram destruídas e, devido ao pânico generalizado, muitos itens foram roubados de casas e do convento.

O seguinte registo do diário da religiosa Véronique Cuillerier, ilustra a rapidez do incêndio e a dificuldade de tentar controlá-lo:
A 10 de abril [1734], enquanto tudo estava quieto e nossos pensamentos longe de algum acidente fatal, às 7 da noite, durante o nosso tempo de lazer, ouvimos um grito de fogo. Naquele momento, todas nós nos levantamos para avistar de onde vinha. Foi avistado numa casa vizinha. Corremos para conter o fogo, mas o Senhor não nos permitiu. Todos se refugiaram na nossa igreja, pensando que seríamos poupados, mas as chamas subiram tão intensamente em direção à igreja, que ficava do outro lado da rua das casas em chamas, que logo nos encontramos engolfados.
Embora a própria Thérèse de Couagne recusasse a suspeição de ter sido Maria José a autora do incêndio, pois havia estado com ela o dia todo, a 11 de abril, começaram a circular boatos acusando Maria José de ter causado o incêndio; mais tarde, à noite, o jardineiro do convento, Louis Bellefeuille dit LaRuine, chegou a lhe falar cara a cara sobre esses boatos, que ela negou. A origem dos boatos parece ter sido os comentários feitos por Marie-Manon, jovem escrava panis pertencente aos vizinhos de Couagne, os Bérey des Essars, que alegou ter ouvido Maria José dizer que a sua dona não dormiria em sua casa naquela noite. Quando o fogo foi extinto, a opinião popular era que Maria José havia ateado o incêndio. Encontrada no jardim dos pobres do Hôtel-Dieu, f levada para as prisões do rei, para aguardar que uma acusação formal fosse movida contra ela. Um mandado foi também emitido mais tarde para Thibault. Embora tenha sido visto novamente na manhã da terça-feira após o incêndio, dois dias depois, quando os oficiais de justiça foram prendê-lo, havia desaparecido e nunca mais foi visto na Nova França.

### Julgamento e execução
Maria José foi acusada e julgada. A lei francesa da época permitia que um suspeito fosse preso com base no "conhecimento público", quando a comunidade concordava que o suspeito era culpado. Nas seis semanas seguintes, a acusação convocou um grande número de testemunhas, nenhuma das quais declarou ter visto Maria José atear o fogo, embora todas afirmassem ter a certeza de que ela o tinha feito. Testemunharam longamente sobre o caráter de Maria José como uma escrava mal comportada que frequentemente respondia aos seus donos, mas nenhuma evidência sólida foi apresentada quanto à sua culpabilidade pelo incêndio.[carece de fontes?]
Frustrada com a falta de provas suficientes para condenar Maria José, a acusação cogitou pedir permissão para aplicar tortura antes de um julgamento definitivo, um procedimento altamente incomum que raramente era permitido na Nova França. No entanto, uma testemunha ocular apareceu subitamente: a filha de cinco anos de Alexis Monière, Amable, testemunhou ter visto Maria José carregando uma pá cheia de carvão até o sótão da casa na tarde em que o incêndio começou. Essas evidências finalmente permitiram que o promotor encerrasse o caso, e o juiz e os quatro comissários por si convocados para participar da sentença concordaram que Maria José era culpada. Beaugrand-Champagne aponta que ninguém questionou porque Amable demorou tanto para se apresentar, numa cidade onde o incêndio e o julgamento provavelmente estariam a ser amplamente discutidos, atribuindo essa disposição de creditar o testemunho da menina ao fato de que muitas pessoas haviam tido grandes prejuízos, e era necessário que surgisse um bode expiatório.

A sentença incluiu as seguintes instruções:
E tudo considerado, declaramos a dita acusada, Maria José Angélique, suficientemente culpada e condenada por ter ateado fogo na casa de Dame Francheville, causando o incêndio de uma parte da cidade. Em reparação pela qual a condenamos a fazer reparações honrosas despida, um laço em volta do pescoço, e carregando nas mãos uma tocha acesa pesando um quilo antes da porta principal e da entrada da Igreja paroquial desta cidade para onde será trazida e levada, pelo carrasco do Supremo Tribunal, numa carreta usada para o lixo, com uma inscrição na frente e atrás, com a palavra, Incendiária, e lá, de cabeça descoberta, e de joelhos, declarará que ela armou maliciosamente o fogo e causou a dita queimada, pela qual ela se arrepende e pede perdão da coroa e da corte, e isso feito, terá seu punho cortado em uma estaca erguida em frente à dita igreja. Em seguida, será conduzida pelo referido carrasco na mesma carreta o Lugar Público para lá ser amarrada à estaca com algemas de ferro e queimada viva, seu corpo então reduzido a cinzas e lançado ao vento, seus pertences levados e enviados ao Rei, a referida arguida tendo sido previamente submetida a tortura nas formas ordinárias e extraordinárias para que revelasse os seus cúmplices
A sentença foi automaticamente apelada ao Conselho Superior pelo Ministério Público, conforme exigido pela Portaria de Processo Penal de 1670. Maria José foi então enviada para a cidade de Quebec, onde, uma semana depois, o tribunal de apelações confirmou acreditar na sua culpa, ao mesmo tempo que reduzia um pouco a selvageria da sentença do tribunal, de modo que Maria José não tivesse a mão cortada ou fosse queimada viva, mas sim enforcada e, uma vez morta, seu corpo queimado e as cinzas espalhadas. O conselho também dispensou a exigência de que fosse carregada pela cidade numa carreta de lixo com uma placa que a declarava incendiária. No entanto, a exigência de que fosse torturada para revelar os seus cúmplices foi mantida, tendo os conselheiros aparentemente acreditado, tal como o tribunal de Montreal, que Maria José não agira sozinha, especialmente porque Thibault havia desaparecido alguns dias após o incêndio, nunca mais sendo encontrado. Este tipo de tortura foi denominado question préalable (tortura antes da execução) tendo como objetivo fazer o criminoso condenado confessar ou denunciar possíveis cúmplices ou ambos.[carece de fontes?]
Poucos dias depois, a prisioneira estava de volta a Montreal e, a 21 de junho, o tribunal leu-lhe a sentença revista, e preparou-a para a question. Maria José recusou-se terminantemente a confessar ou nomear cúmplices, mesmo diante da bota, instrumento de tortura que consiste numa montagem de pranchas de madeira amarradas às pernas do prisioneiro. O juiz instruiu então o carrasco e "mestre da tortura" da colónia, um escravo negro chamado Mathieu Leveillé, a aplicar a question ordinaire - quatro golpes de martelo cravando uma cunha entre as pranchas, aplicando assim uma pressão crescente que gradualmente esmaga as pernas do prisioneiro. Maria José cedeu quase imediatamente e confessou a sua culpa, mas ainda afirmando que agira sozinha. O juiz ordenou a question extraordinaire - quatro pancadas numa cunha adicional, inserida nos tornozelos - e Maria José, ao repetir que ela e somente ela havia ateado o fogo, implorou ao tribunal que acabasse com a sua desgraça e a enforcasse.
Na tarde do mesmo dia, Maria José foi levada pela última vez pelas ruas de Montreal e, após a paragem na igreja para a sua amende honorável, foi montado um andaime voltado para as ruínas dos prédios destruídos pelo incêndio, e ali ficou enforcada e estrangulada até a morte, sendo o seu corpo jogado no fogo e as cinzas espalhadas ao vento.

## Interpretações conflitantes
A historiografia sobre Maria José não é extensa, já que até recentemente apenas alguns historiadores profissionais examinaram o seu caso, e a maioria dos trabalhos mais antigos tratou dela superficial e rapidamente, num parágrafo ou uma página ou duas, como parte de obras maiores sobre escravatura ou crime na Nova França. Todas as obras mais antigas concordaram com a opinião dos juízes - Maria José ateou o incêndio para se vingar da sua proprietária. O primeiro relato não ficcional completo do seu julgamento, escrito por Denyse Beaugrand-Champagne e publicado no Quebec em francês em 2004, foi também o primeiro estudo sério a usar todos os registos do julgamento. A autora propõe-se a apresentar os documentos detalhadamente, questionando os procedimentos judiciais e apresentando todos os possíveis culpados. Conclui que o incêndio foi provavelmente acidental, resultado de chaminés mal limpas e de uma fogueira na casa vizinha - uma fogueira operada por Marie-Manon, a jovem escrava panis que espalhou os rumores sobre Maria José, tendo dito que a sua dona não iria dormir na sua cama. Nessa interpretação, Marie-Manon, que poderia ter sido severamente punida pelos seus donos se tivesse sido implicada na causa acidental do incêndio, tinha muita motivação para desviar as suspeitas para outro lugar. Beaugrand-Champagne acredita que as autoridades, sob pressão de uma população enfurecida em busca de um bode expiatório para os seus problemas, escolheram o caminho mais fácil e condenaram Maria José mais com base no seu caráter independente e franco do que em qualquer evidência genuína.
Dois anos depois, Afua Cooper publicou um livro sobre Maria José em inglês, defendendo a tese de que teria de facto iniciado o incêndio de 1734, como rebelião justificada contra a sua dona e como um disfarce para uma tentativa de fuga. O livro de Cooper critica os canadianos brancos pelo que considera uma tentativa de minimizar ou negar a realidade da escravidão no passado do Canadá, afirmando que a transcrição do julgamento de Maria José pode ser vista como a primeira narrativa de uma escrava no Novo Mundo.[carece de fontes?]
Uma revisão crítica comparativa por Evelyn Kolish considera o trabalho de Beaugrand-Champagne mais confiável, apontando algumas falhas graves na metodologia de Cooper. Kolish caracteriza o livro de Cooper como "um texto que se situa a meio caminho entre o romance histórico e o ensaio jornalístico antiesclavagista".
Como a acusação no julgamento não cumpriu o ónus da prova pelos padrões atuais, é impossível saber com certeza se Maria José foi de facto culpada. Felizmente, a riqueza excecional de detalhes proporcionada pelas transcrições do julgamento, e uma grande quantidade de documentação contextual importante, incluindo fontes secundárias e primárias, estão agora disponíveis para todos na tradução em inglês, no site pedagógico. Os manuscritos originais franceses estão disponíveis no sítio da Biblioteca e Arquivos Nacionais do Quebec. Independentemente de saber se Maria José era inocente ou culpada, a sua história forneceu mais informações sobre as condições da escravatura no Canadá . Allan Greer usou os registos do julgamento para obter uma noção mais completa da vida de uma escrava na Montreal do século XVIII. Colocando essa experiência em contexto, observou que “havia graus e variedades de não-liberdade” nesta sociedade que afetavam servos, engajados, aprendizes e soldados; a escravidão era excecionalmente horrível na maneira como negava a humanidade dos escravos. "Complexas e até íntimas, as relações dos primeiros escravos canadianos foram, no entanto, baseadas numa brutalidade subjacente que vem à tona na história de Angélique."

## Legado

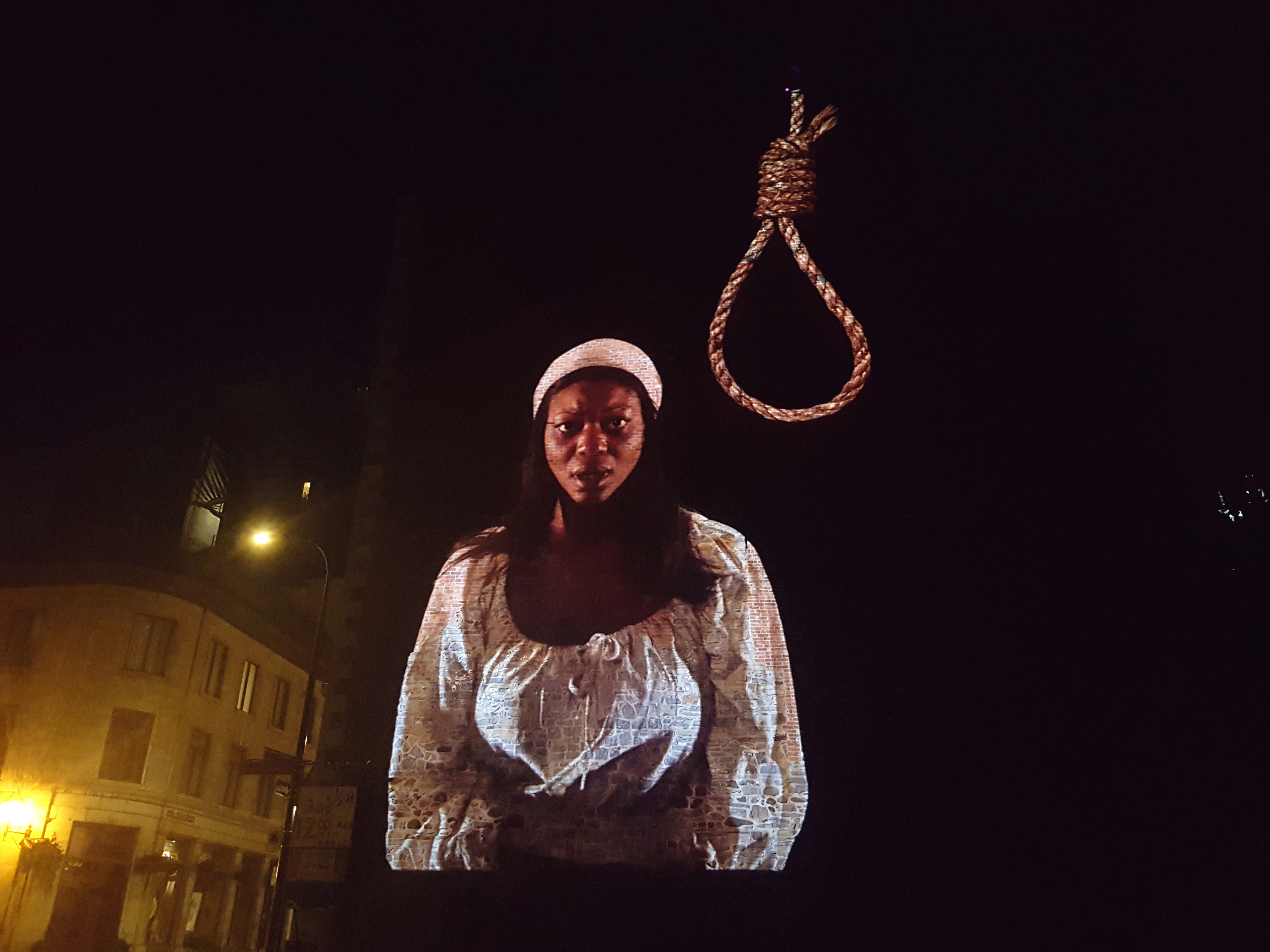
Montréal en histoires, 11 de julho 2016: Nadine Jean no papel de Maria José Angélique.

A sua história tem sido descrita como a primeira resistência histórica documentada contra a crueldade do esclavagismo por uma mulher negra no Canadá.
A história dramática de Maria José inspirou vários romances, peças e poemas ou canções sobre ela. Uma delas, a peça Angélique de Lorena Gale, vagamente baseada numa tradução não publicada das transcrições do julgamento, de Denyse Beaugrand-Champagne, venceu o Concurso Nacional de Dramaturgia du Maurier em 1995, no Canadá. Maria José aparece quase como uma figura lendária, e partes de sua história ganharam vida própria em países como o Haiti, onde, independentemente das evidências documentais, ainda é contada a história de ter sido queimada viva com a mão decepada. como se a frase original não tivesse sido reduzida. O livro de Cooper reúne as opiniões de outros autores negros contemporâneos, como o poeta George Elliott Clarke, que escreveu o prefácio. Esses autores vêem-na como um "avatar imortal da libertação", preferindo olhá-la como uma rebelde ativa em vez da vítima de um erro judiciário. Outros, como Beaugrand-Champagne, acham-na tão inspiradora quanto uma mulher excecional, franca e independente, que lutou pela sua liberdade e pela sua vida com coragem e sagacidade, contra adversidades formidáveis e apesar de uma sociedade que esperava submissão de mulheres, especialmente se também fossem negras e escravas.
Em 2012, uma praça pública em Montreal, em frente à Câmara Municipal, foi batizada de Place Marie-Josèphe-Angélique.